# Bukvarka, Oleksandrivka
Bukvarka (în ucraineană Букварка) este localitatea de reședință a comunei Bukvarka din raionul Oleksandrivka, regiunea Kirovohrad, Ucraina.

## Demografie
Componența lingvistică a localității Bukvarka
     Ucraineană (97,28%)
     Rusă (2,18%)
     Alte limbi (0,54%)
Conform recensământului din 2001, majoritatea populației localității Bukvarka era vorbitoare de ucraineană (97,28%), existând în minoritate și vorbitori de rusă (2,18%).